# Aeginetia sessilis
Aeginetia sessilis là loài thực vật có hoa thuộc họ Cỏ chổi. Loài này được Shivam. & Rajanna mô tả khoa học đầu tiên năm 1994.